# Juan de Bitrián y Viamonte
Juan de Bitrián y Viamonte y Navarra (Principios del siglo XVII, La Habana, Cuba - ¿?) fue un militar y marinero español de origen cubano que ejerció como Gobernador y Capitán General de Cuba entre 1630 y 1634 y de Santo Domingo entre 1634-1646. Fue Caballero de la Orden de Calatrava.

## Biografía
Juan de Bitrián y Viamonte y Navarra nació en La Habana, Cuba, a principios del siglo XVII. En su juventud se unió al Ejército Español, donde destacó llegando a obtener el grado de Almirante de galeones y de Maestre de Campo. El 7 de octubre de 1630, fue nombrado Gobernador y Capitán General de Cuba. Por su parte, Pedro de Pedroso lo sirvió como  Teniente General y auditor interino de Viamonete como  Capitán General. Sin embargo, el nuevo gobernador se encontraba enfermo “tanto física y espiritualmente”. Durante su administración se planteó la construcción de dos torreones, uno en Chorrera y otro en Cojimar (aunque ellos no se construyeron realmente hasta 1646, cuando varias personas de la ciudad decidieron costear el importe de los torreones), se aumentó la guarnición de La Habana y se creó castellano para la Fuerza cuyo empleo habría corrido algún tiempo anexo a la Capitanía General.  Además, perfeccionó el arbitrio de armadilla que el anterior gobernador, Venegas, no había completado. También se estableció el llamado Tribunal de Cuentas en La Habana, con un solo contador que revisara las cajas reales de lugares tales como Cuba, Puerto Rico, Florida o de  la Armada de Barlovento, entre otros. El 17 de abril de 1631, llegó a La Habana el pirata François Le Clerc Pata de Palo con su escuadra, quien bloqueó la ciudad, manteniendo ese estado hasta el 18 de mayo. Tras esto, abandono el puerto y  Viamonte envió una tropa de cien hombres bajo el mando del capitán Gonzalo Chacón de Narváez en su busca, aunque fue un fracaso y el pirata volvió a bloquear la ciudad entre 20 de mayo y 4 de junio, a pesar de lo cual entraron a La Habana 26 pequeños buques españoles con alimentos para la población local.
Bitrián y Viamonte también ordenó la fundición en bronce de la estatua de Isabel de Bobadilla, situada en lo alto del Castillo de la Real Fuerza, en La Habana. Viamonte fue destituido del cargo gubernativo en 1634, año en que fue nombrado Gobernador de Santo Domingo, donde ejerció hasta 1646, cuando fue reemplazado por Nicolás Altamirano Velasco.